# André-Frank Zambo Anguissa
André-Frank Zambo Anguissa (* 16. listopadu 1995 Yaoundé) je kamerunský profesionální fotbalista, který hraje na pozici defensivního či středního záložníka za italský klub SSC Neapol a za kamerunský národní tým.

## Klubová kariéra
Zambo Anguissa se připojil k akademii Africký pohár národů v roce 2015 z Stade Reims. V Marseille debutoval 17. září 2015 v zápase Evropské ligy proti nizozemskému Groningenu a asistencí pomohl k výhře 3:0. O tři dny později odehrál i svůj první zápas v Ligue 1, a to proti Olympique Lyon.
Na začátku sezóny 2016/17 se začal prosazovat do základní sestavy Les Phocéens, když odehrál 33 ligových zápasů. V červnu 2017 prodloužil Zambo Anguissa smlouvu s Marseille až do roku 2021.
V následující sezóně vynechal pouze jediný ligový zápas a byl také jedním z klíčových hráčů, kteří dovedli klub až do finále Evropské ligy. 16. května se objevil v základní sestavě finálového duelu proti Atléticu Madrid v Parc Olympique Lyonnais, nicméně prohře 0:3 zabránit nedokázal.

### Fulham
V srpnu 2018 přestoupil Zambo Anguissa do londýnského Fulhamu za částku okolo 25 milionů euro. V dresu The Cottagers debutoval 18. srpna, když odehrál celé ligové utkání proti Tottenhamu Hotspur. 8. prosince obdržel červenou kartu v ligovém zápase proti Manchesteru United. Při prosincovém tréninku si navíc zranil kotník, a tak do dalšího ligového zápasu zasáhl až na konci února, kdy odehrál poločas londýnského derby proti West Hamu.

#### Villarreal (hostování)
Po sestupu Fulhamu do EFL Championship v létě 2019 odešel Zambo Anguissa na roční hostování do španělského Villarrealu. V klubu debutoval 17. srpna, když odehrál celé utkání proti Granadě, které skončilo remízou 4:4. 30. listopadu, v zápase proti Valencii, vstřelil svoji první branku v dresu Villarrealu, nicméně i přesto Valencia vyhrála 2:1. Jednalo se o jeho první branku v ligové soutěži v kariéře. Druhou přidal v posledním kole sezóny, a to při vysoké výhře 4:0 nad SD Eibar. Villarreal údajně chtěl podepsat kamerunského záložníka natrvalo, nicméně Fulham přestup odmítl.

#### Návrat do Fulhamu
Fulham postoupil z Championship hned po jedné sezóně, a tak Zambo Anguissa po návratu ze španělského hostování hrál opět v Premier League. Stal se jedním z nejdůležitějších hráčů klubu, když nastoupil do 36 z 38 ligových utkání, nicméně dalšímu sestupu do druhé nejvyšší soutěže nezabránil. 31. srpna 2021 prodloužil Zambo Anguissa s klubem smlouvu až do roku 2024.

#### Neapol (hostování)
Dne 31. srpna 2021 odešel Zambo Anguissa na další roční hostování, tentokrát do italské Neapole. Součástí hostování byla i opce na trvalý přestup ve výši 15 miliónů euro.
V italské Serii A Zambo Anguissa debutoval 11. září, a to při výhře 2:1 nad Juventusem. Hned ze začátku svého angažmá se stal pravidelným členem základní sestavy, pomohl tomu i fakt, že Neapol prohrála ligový zápas, ve kterém Zambo Anguissa nastoupil, až 21. listopadu proti Interu Milán. Již na podzim představitelé Neapole uvedli, že mají zájem o zisk kamerunského reprezentanta natrvalo, a využijí tak opci.

## Reprezentační kariéra
Zambo Anguissa debutoval v kamerunské reprezentaci 24. března 2017 při výhře 1:0 nad Tuniskem. V červnu 2017 si zahrál na Konfederačním poháru FIFA , a v druhém zápase základní skupiny, proti Austrálii, vstřelil svůj první reprezentační gól a pomohl k zisku bodu za remízu 1:1.
V letech 2019 a 2022 si zahrál na Africkém poháru národů, přičemž v roce 2022 si z turnaje odvezl bronzovou medaili.

## Statistiky

### Klubové
K 19. březnu 2022
| Klub               | Sezóna  | Liga           | Liga   | Liga | Národní pohár | Národní pohár | Ligový pohár | Ligový pohár | Evropské poháry | Evropské poháry | Celkem | Celkem |
| Klub               | Sezóna  | Liga           | Zápasy | Góly | Zápasy        | Góly          | Zápasy       | Góly         | Zápasy          | Góly            | Zápasy | Góly   |
| ------------------ | ------- | -------------- | ------ | ---- | ------------- | ------------- | ------------ | ------------ | --------------- | --------------- | ------ | ------ |
| Marseille          | 2015/16 | Ligue 1        | 9      | 0    | 1             | 0             | 2            | 0            | 1               | 0               | 13     | 0      |
| Marseille          | 2016/17 | Ligue 1        | 33     | 0    | 3             | 0             | 1            | 0            | —               | —               | 37     | 0      |
| Marseille          | 2017/18 | Ligue 1        | 37     | 0    | 2             | 0             | 1            | 0            | 16              | 0               | 56     | 0      |
| Marseille          | Celkem  | Celkem         | 79     | 0    | 6             | 0             | 4            | 0            | 17              | 0               | 106    | 0      |
| Fulham             | 2018/19 | Premier League | 22     | 0    | 0             | 0             | 3            | 0            | —               | —               | 25     | 0      |
| Fulham             | 2020/21 | Premier League | 36     | 0    | 1             | 0             | 1            | 0            | —               | —               | 38     | 0      |
| Fulham             | 2021/22 | Championship   | 3      | 0    | 0             | 0             | 0            | 0            | —               | —               | 3      | 0      |
| Fulham             | Celkem  | Celkem         | 61     | 0    | 1             | 0             | 4            | 0            | —               | —               | 66     | 0      |
| Villarreal (host.) | 2019/20 | La Liga        | 36     | 2    | 3             | 0             | —            | —            | —               | —               | 39     | 2      |
| Neapol (host.)     | 2021/22 | Serie A        | 18     | 0    | 0             | 0             | —            | —            | 5               | 0               | 23     | 0      |
| Celkem             | Celkem  | Celkem         | 194    | 2    | 10            | 0             | 8            | 0            | 22              | 0               | 234    | 2      |

### Reprezentační
K 3. únoru 2022
| Kamerun | Kamerun | Kamerun |
| Rok     | Zápasy  | Góly    |
| ------- | ------- | ------- |
| 2017    | 11      | 2       |
| 2018    | 4       | 0       |
| 2019    | 9       | 0       |
| 2020    | 2       | 1       |
| 2021    | 9       | 2       |
| 2022    | 6       | 0       |
| Celkem  | 41      | 5       |

#### Reprezentační góly
Skóre a výsledky Kamerunu jsou vždy zapisovány jako první.
| Gól | Datum              | Místo                                                  | Soupeř    | Skóre | Výsledek | Soutěž                                   |
| --- | ------------------ | ------------------------------------------------------ | --------- | ----- | -------- | ---------------------------------------- |
| 1.  | 22. června 2017    | Krestovskij stadion, Petrohrad, Rusko                  | Austrálie | 1:0   | 1:1      | Konfederační pohár FIFA 2017             |
| 2.  | 11. listopadu 2017 | Levy Mwanawasa Stadium, Ndola, Zambie                  | Zambie    | 1:1   | 2:2      | Kvalifikace na Mistrovství světa 2018    |
| 3.  | 12. listopadu 2020 | Stade de la Réunification, Douala, Kamerun             | Mosambik  | 3:0   | 4:1      | Kvalifikace na Africký pohár národů 2021 |
| 4.  | 4. června 2021     | Stadion Wiener Neustadt, Vídeňské Nové Město, Rakousko | Nigérie   | 1:0   | 1:0      | Přátelský zápas                          |
| 5.  | 13. listopadu 2021 | Orlando Stadium, Johannesburg, Jihoafrická republika   | Malawi    | 2:0   | 4:0      | Kvalifikace na Mistrovství světa 2022    |

## Ocenění

### Klubová

#### Marseille
- Evropská liga UEFA: 2017/18 (druhé místo)[23]

### Reprezentační

#### Kamerun
- Africký pohár národů: 2021 (třetí místo)[24]